# آرنه اسکوئن
 آرنه اسکوئن (انگلیسی: Arne Skouen؛ ۱۸ اکتبر ۱۹۱۳ – ۲۴ مهٔ ۲۰۰۳) یک کارگردان، و فیلم‌نامه‌نویس اهل نروژ بود.